# Adhamiya
Adhamiya est l'un des dix districts administratifs de la ville de Bagdad, en Irak, situé dans le nord de la ville, sur la rive orientale du Tigre, entre les districts de Kadhimiya (en) à l'ouest du fleuve, Rusafa (district) au sud et Sadr City au sud-est.

## Histoire
Jusqu'en 2006, c'était un district de peuplement mixte, sunnite et chiite. Le 31 août 2005, lors d'une procession chiite entre Adhamiya et Kadhimiya, une rumeur infondée d'attentat à la bombe déclenche la bousculade sur le pont Al-Aïmah : plus de 900 pèlerins se noient dans le fleuve.
La guerre interconfessionnelle de 2006 a entraîné des déplacements de population entre les quartiers environnants : l'enclave centrale d'Adhamiya devient bientôt un bastion des extrémistes sunnites d'Al-Qaïda en Irak tandis que les miliciens chiites de l'Armée du Mahdi dominent les quartiers de Shaab, Ur et Beida. En février 2007, lors de l'opération Fardh al-Qanoun (en), les forces de la coalition américaine et du gouvernement irakien reprennent le contrôle du district. Les Américains construisent ensuite un mur en béton de 4 m de haut pour protéger les habitants du harcèlement des milices chiites.
Le pont Al-Aïmah, après trois ans de fermeture, est rouvert en novembre 2008 au milieu d'une grande cérémonie de réconciliation intercommunautaire.
En juillet 2014, lors de l'offensive de l'État islamique vers Bagdad, les sunnites se sentent menacés par le réveil des milices chiites qui mettent le district en état de siège et accusent les sunnites de sympathie pour les djihadistes.

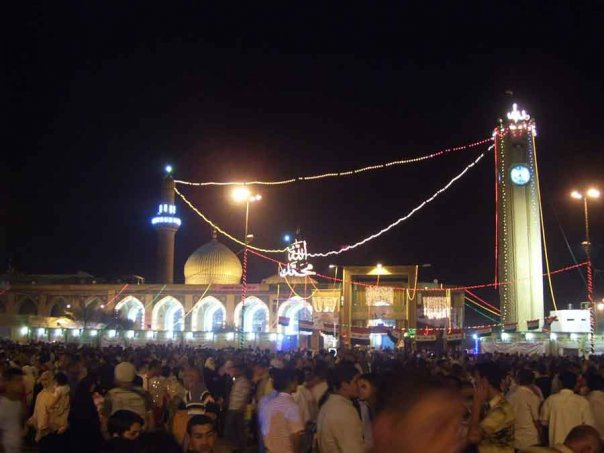
Mosquée Abou Hanîfa en 2008.

## Monuments
Le principal lieu de culte sunnite est la mosquée Abû Hanîfa qui abrite le mausolée de ce célèbre théologien sunnite.
Le mausolée royal d'Irak (en) à Adhamiya abrite les restes du roi Fayçal et de la brève dynastie hachémite. Il a été restauré en 1987 par Saddam Hussein qui y recevait de rares visiteurs de marque, de nouveau fermé après l'invasion américaine et rouvert après restauration en mars 2021,
.

## Quartiers
La ville de Bagdad comporte dix districts administratifs divisés en 89 quartiers.
Le fleuve Tigre partage la ville en deux parties : Rusafa, qui regroupe les six districts de la rive Est dont Adhamiya et Sadr City, et Karkh, qui rassemble les quatre districts de la rive Ouest à laquelle appartient Khadimiya.
Ses quartiers numérotés de 14 à 25 sur les 89 sont :
- 14. Adhamiya
- 15. Al-Wazireya (Waziriya)
- 16. Al-Wazireya-Industrie
- 17. Maghreb
- 18. Qahira
- 19. Gherai'at (Krai'at)
- 20. Tunis
- 21. Hayy Ur
- 22. Sha'ab Est
- 23. Sha'ab Nord
- 24. Sha'ab Sud
- 25. Rashdiya

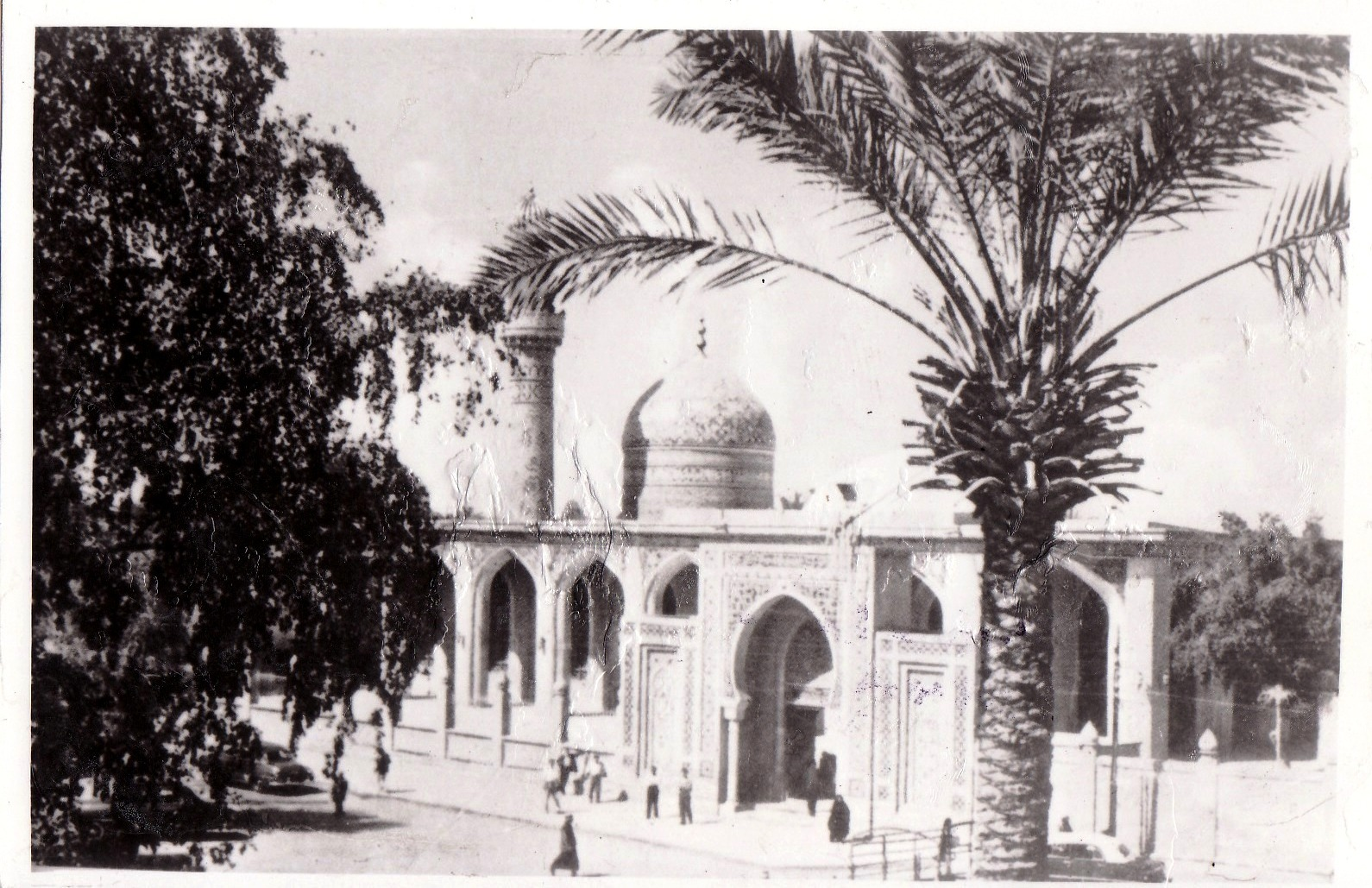
Mosquée Abou Hanîfa à Adhamiya dans les années 1950.